# Деламинация
Деламина́ция (от позднелат. delamino — разделяю на слои) — один из типов гаструляции, заключающийся в расщеплении бластодермы на два слоя клеток (наружный и внутренний), которые соответствуют эктодерме и энтодерме. Такой тип образования гаструлы присущ высшим млекопитающим, в том числе и человеку.